# Rybník Pod Červeným rybníkem
Rybník Pod Červeným rybníkem je rybník o rozloze vodní plochy 0,6ha nalézající se asi 0,4 km východně od centra obce Pihel, místní části města Nový Bor v okrese Česká Lípa. Rybník tvoří spolu s Červeným rybníkem a Bobřím rybníkem rybniční soustavu.
Rybník je nyní využíván pro chov ryb a sportovní rybolov.

## Galerie

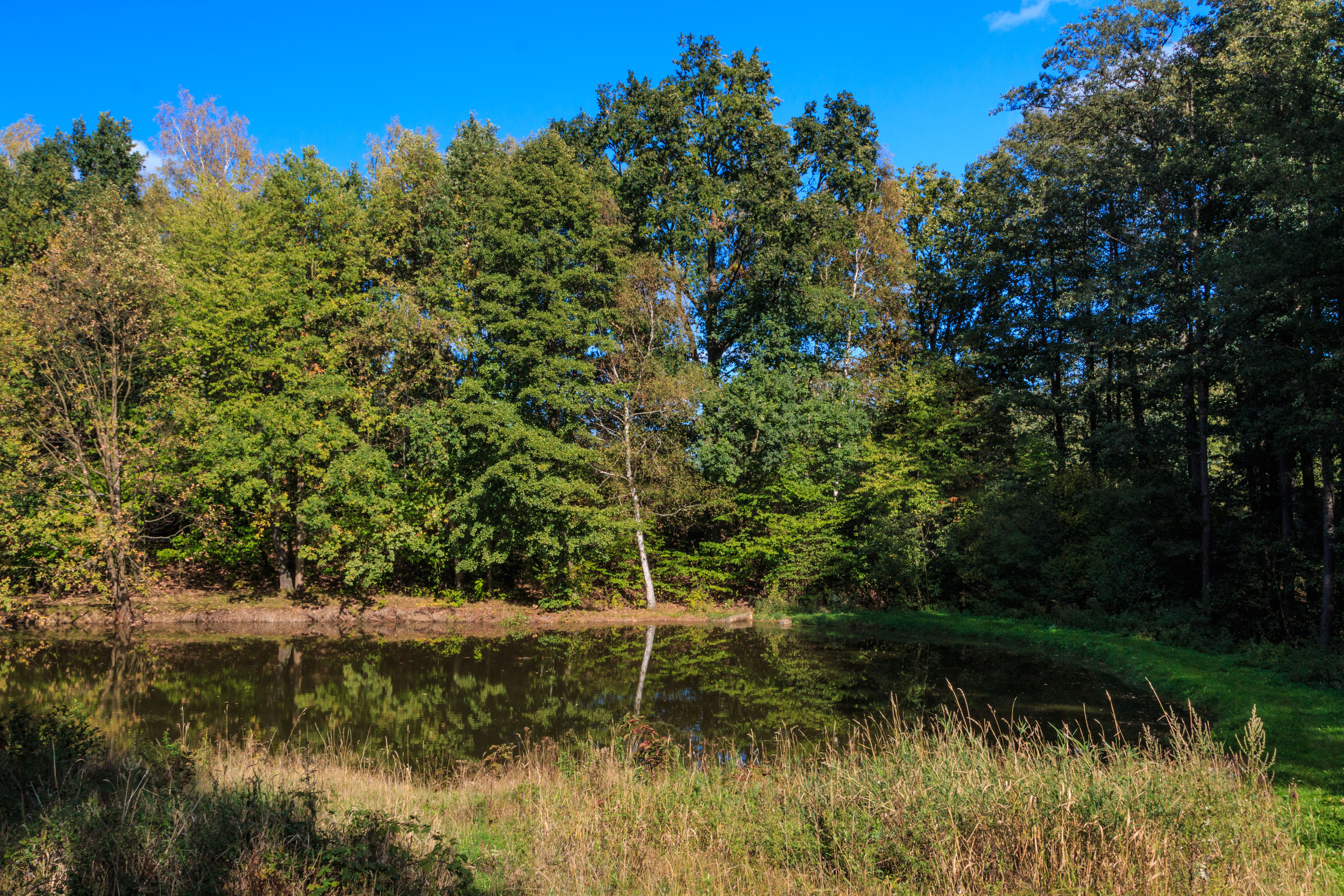
pohled na rybník Pod Červeným rybníkem
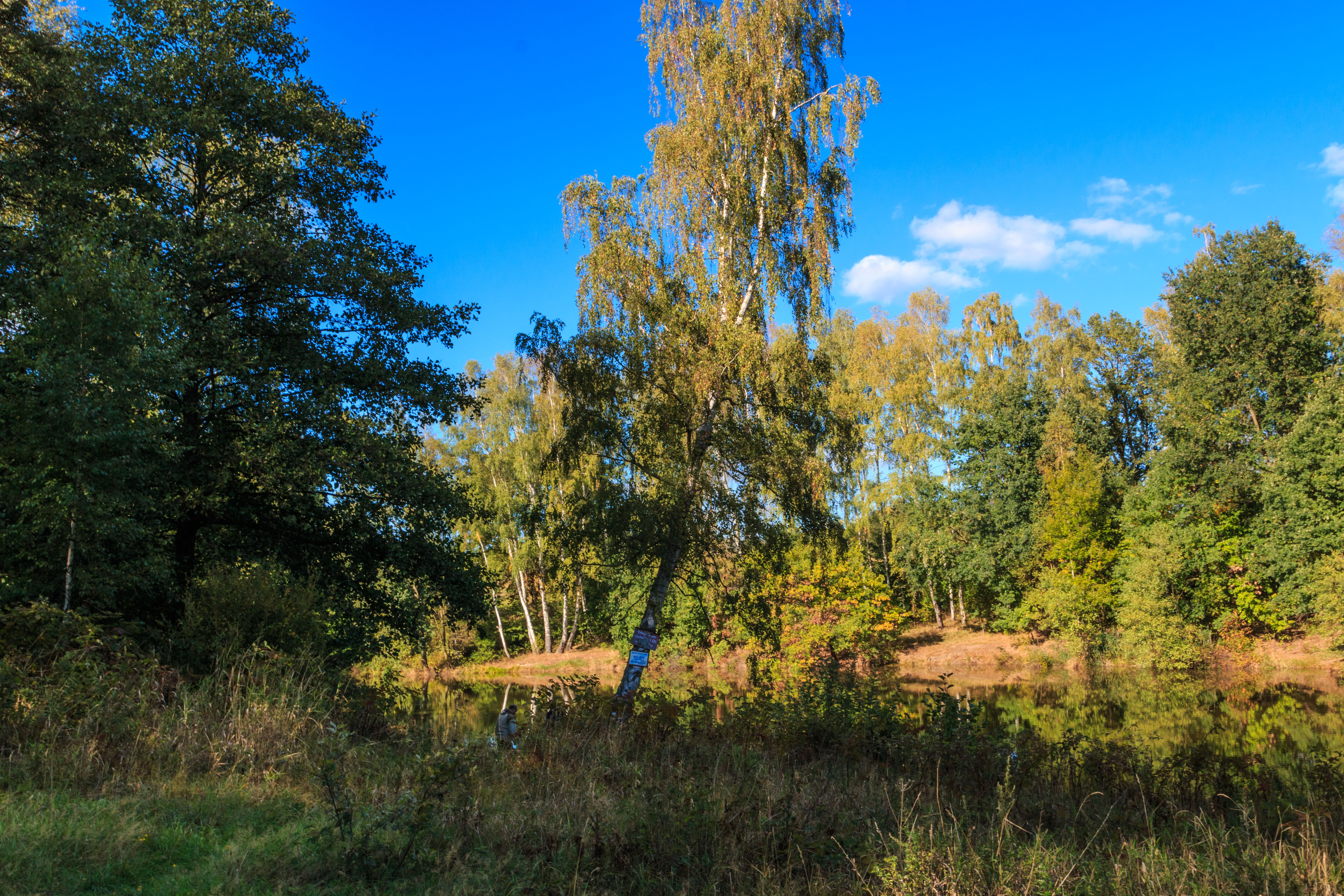
pohled na rybník Pod Červeným rybníkem